# English Racing Automobiles
Az English Racing Automobiles (ERA) egy brit versenyautó-gyártó volt, mely 1933 és 1954 között üzemelt.

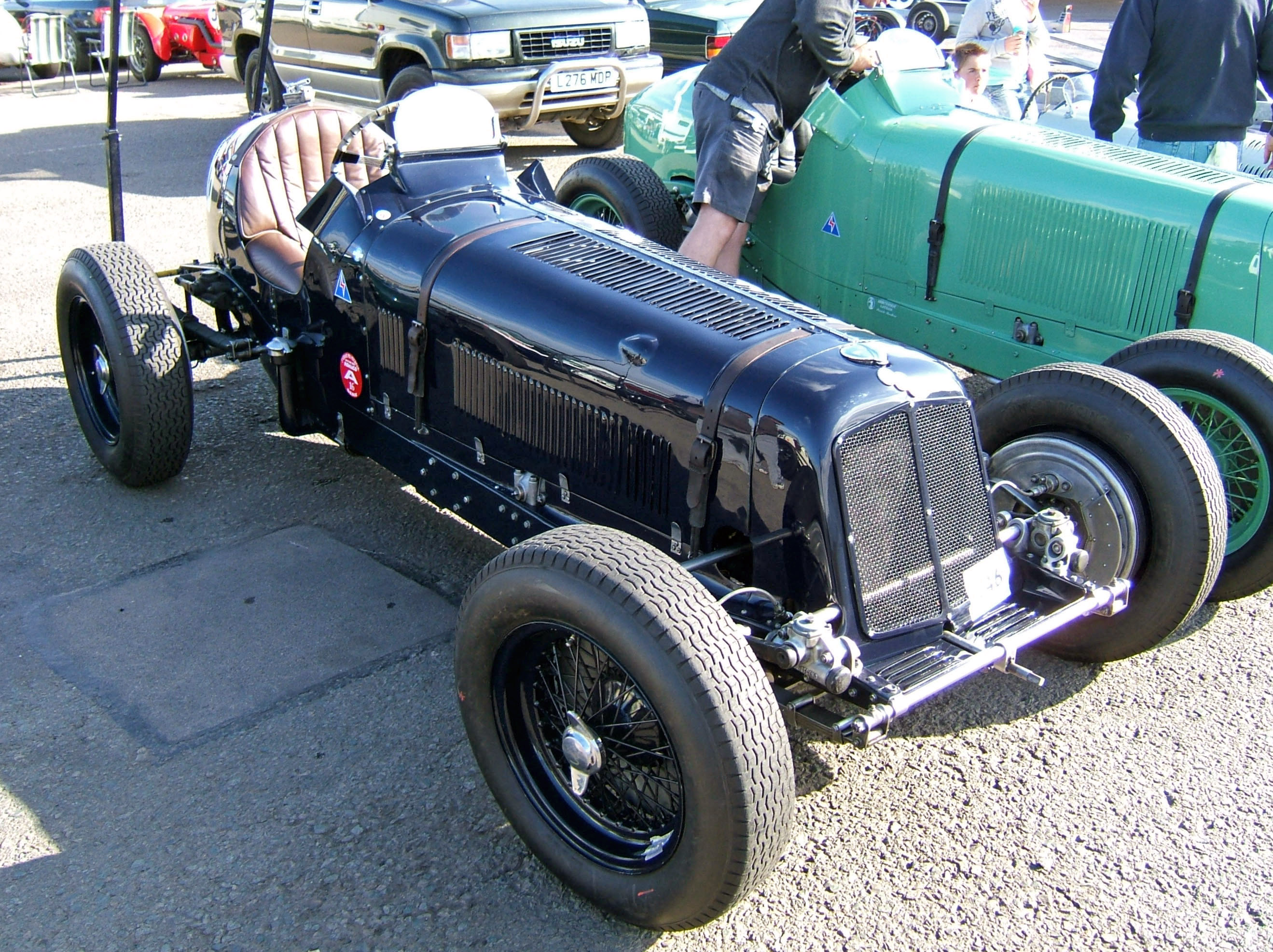
Dudley "Doc" Benjafield korábbi 1,5-literes, 1936-os ERA R6B autója

## Háború előtti történelem

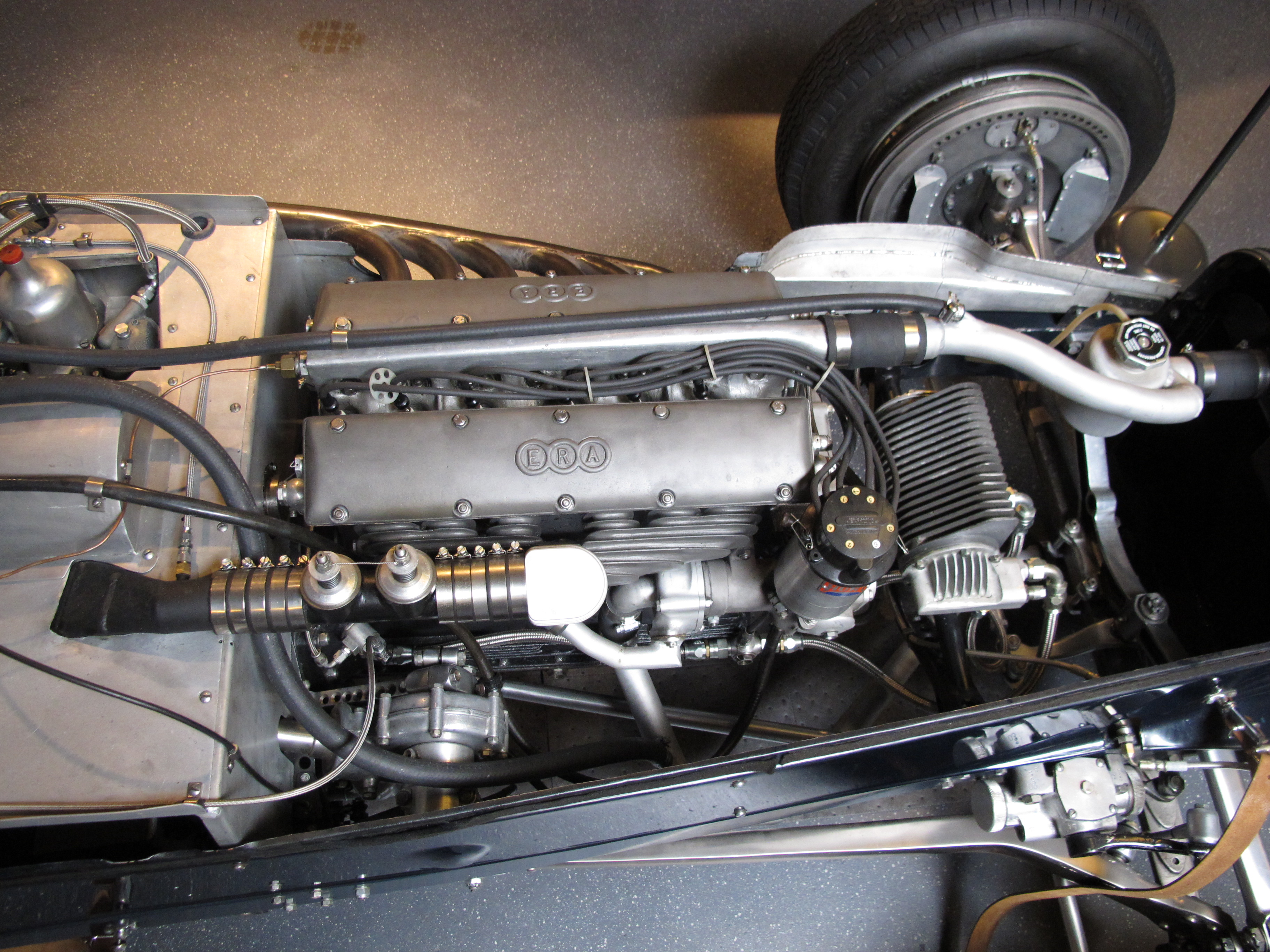
Hathengeres kompresszoros ERA motor Bira herceg autójában

Az ERA-t Humphrey Cook, Raymond Mays és Peter Berthon alapította 1933 novemberében, a lincolnshire-i Bourne-ban, az Eastgate House mellett, amely Raymond Mays családjának háza volt az Eastgate Road és a Spalding Road között. Céljuk egy olyan, együléses versenyautókat gyártó és versenyeztető csapat létrehozása volt, amely képes a britek által képviselt színvonal fenntartására a kontinentális európai versenyzésben.
Annak árán, hogy teljesen elkerülik a Grand Prix-versenyzést, inkább a kisebb autókra koncentráltak -1500 cc kompresszoros -, a mai Formula 2 megfelelőjére. Humphrey Cook pénzelte a csapatot - családi szövetüzlete pénzét felhasználva (Cook, Son & Co.), mely a londoni St. Paul's Churchyardon helyezkedett el. Berthon volt felelős az autók tervezéséért, mialatt Mays lett a fő versenyző. Mays már korábban is sikeresen versenyzett más gyártók autóival, mint például a Vauxhall, a Bugatti és a Riley . A brit tervező, Reid Railton (aki többek között a Bluebird szárazföldi sebességrekordra törekvő autókat is tervezte Malcolm Campbell számára) alkotott meg egy új alvázat, amelyet a Thomson & Taylor épített meg Brooklandsben. A motor egy kipróbált hathengeres Riley-egységen alapult, habár több módosítást is elvégeztek rajta. Egy erősebb hegesztett főtengelyt készítettek egy nagy központi Hyatt gördülőcsapággyal, illetve terveztek egy teljesen új alumínium szelepsapkát is. A kompresszor egy mérték utáni kompresszor volt, melyet a Maysszal és Berthonnal a White Riley-n együtt dolgozó Murray Jamieson tervezett. Három különböző ERA-motort terveztek - az alap 1488 cc-t az 1500 cc versenyosztályba, az 1088 cc-t az 1100 cc osztályba, illetve az 1980 cc-t a 2000 cc osztályba. Metanollal működött, és az 1500 cc-es formájában 180-200, 2000 cc-es formájában 250-275 lóerő leadására volt képes.
George és Jack Gray tervezte kézzel az új együléses versenyautó karosszériáját, melyet Mr Piercynek írtak jóvá, aki Campbell rekorddöntő Bluebirdjének karosszériáját tervezte.

### A-Type
Az első ERA leleplezése - R1A - a sajtó és a nagyközönség számára Brooklandsben történt 1934. május 22-én a Syston Parkban végzett tesztelést követően. Néhány kezdeti alvázkezelési problémát követően, melyek számos módosítást kívántak, az ERA győztessé vált. Az év végére az ERA fontos győzelmeket szerzett más, nagyobb nevű márkák ellen. 1935-ben egy nagyobb versenyen a Nürburgringen az ERA szerezte meg az első, harmadik, negyedik és ötödik helyezéseket. Az autó alkalmas 1,1 és 2,0 liter közötti motorok használatára. Négyet készítettek, kettőt 1,1 literes kompresszoros motorral, egyet 1,5 és egyet 2 literessel.
Az évtized hátralévő részében Dick Seamannel a volán mögött az ERA dominálta az alsóbb osztályú versenyzést.

### B-Type
1935-ben minimális változtatással megkezdődött a B-Type gyártása. Az A és B modelleket három különböző méretű motorral gyártották.
Két sziámi herceg, Chula Chakrabongse és Bira Birabongse, akik három ERA autója Hanuman, Romulus és Remus névre hallgatott, elindították csapatukat, mely a hammersmithi The White Mouse Garage-ban működött. Chula herceg volt a tulajdonos, és Romulust ajándékba vette unokatestvérének, Bira hercegnek, aki a csapat versenyzője volt.
13 B-Type ERA készült, ezek közül hármat később módosítottak (a C illetve D-Type modellek gyártásához).

### C-Type
1936-ban jelent meg a C-Type. Az azonos, létra alakú alvázat és az alumíniumlemez karosszériát megtartották az A és B modellekből. Mindazonáltal, a C modellnek kissé más méretű motorjai lehettek. A C versenyautók közül egyiket sem használhatták a legkisebb motorral, ehelyett az 1,5 literes és 2,0 literes opció mellett egy közepes, 1,75 literes opció is volt. Változtatások történtek a felfüggesztésnél és az lengőkaroknál is. Hidraulikus csappantyúkat helyeztek el a hátsó felfüggesztésen, valamint egy teljesen új első felfüggesztést alakítottak, lecserélve az elliptikus levélrugókat és súrlódási csappantyúkat egy hátsó karral, melynek átlós torziós rúdjai és hidraulikus csappantyúi voltak. Három B-Type modellt alakítottak át a C-Type standard szerint, az R4B, R8B és R12B autókat.

### D-Type
A D-Type az R4B ERA nevet kapta a módosítás után 1937-ben. Az R4B korábban R4C volt, mielőtt ezen standard szerint módosították volna.

### E-Type
A modernebb E-Type ERA nem sokkal a II. világháború előtt jelent meg, de még nem volt teljesen készen, egyetlen egy autóval versenyzett, a GP1 modellel.

## A háború utáni történelem
A II. világháború hatására leállt az autóversenyzés Európában, és a csapat bourne-i otthonát a buszgyártó Delaine cégnek adták el, amely a szomszédos helyiségeket is elfoglalta. Az eredeti épület ma is a Delaine tulajdonában van, mint irodaház. Mire a versenyzés visszatért a kontinensre, az 1940-es évek végére Berthon és Mays továbblépett a British Racing Motors (BRM) projekthez csatlakozva.

### E-Type
Az ERA Dunstable-ben kezdte újra működését új tulajdonosokkal 1947-ben, amikor Leslie Johnson vette meg a céget, együtt az ERA E-Type GP2 autóval, a másodikkal a kettőből, mely 1939-ben készült. Ezzel Reg Parnell és Leslie Brooke versenyzett korábban. Átalakítva, egy Zoller kompresszorral, Johnsonnal a volánnál a GP2 versenyben volt Parnell Maserati 4CLT autójával a leggyorsabb körért az 1948-as Brit Birodalmi Kupán, és ötödik helyen végzett. Ugyanezen versenyen az GP1, felfejlesztve a Murray Jamieson tervezte Roots-típusú kompresszorral, Reg Parnell szerelője, Wilkie Wilkinson vezetésével (aki felügyelte az E-Type módosításait) feladni kényszerült a versenyt egy törött csatlakozás miatt.
Az 1948-as Brit Nagydíjon a legelső edzésen elért leggyorsabb kör után Johnson kiesett a GP2-vel a harmadik helyről az első körben, amikor a kardántengely-összekötő meghibásodott. A Montlhéryben futott Coupe de Salon edzésén megjavította a körrekordot, azonban három kör után kiállni kényszerült a benzintank megrepedése miatt.
1949-ben Goodwoodban a GP2-autón egy hátsó tengelycsukló eltört az edzésen, de a Richmond Trophyn Johnson ötödik, míg a Chichester Cupon harmadik helyen végzett az autóval. A Jersey International Road Race-en az első napi edzésen második leggyorsabb volt a maseratis Luigi Villoresi rekordköre után , de a második napon meghibásodtak a motorcsapágyak és az autó így nem állt rajthoz. Az 1950-es silverstone-i Európa Nagydíjon a kompresszor két kör után szétesett.
Ezalatt a GP1, Fred Ashmore-ral nem tudott végigmenni az 1948-as Jersey International Road Race-en az elfogyó üzemanyag és hiányos kormányzás miatt.
1949-ben a BRDC/Daily Express Nemzetközi Kupán Peter Walker 1,2 másodpercen belül végzett Giuseppe Farina Maseratijához képest az edzésen és ötödik helyen futott célba a kilyukadt hűtő, sebességváltó- és kormányzási problémák, valamint a versenyző lábát megégető kipufogó ellenére. Walker volt a leggyorsabb az írországi Wakefield Kupa országúti versenyen, de egy megakadó fék a menekülőútra kényszerítette az első kanyarban. Itt a GP1-es autó versenye akkor ért véget, amikor egy, a Salvadori Maserati 4CL-ével már korábban ütköző Alta belerohant.
Végül 1950-ben a GP1-et tűz emésztette el egy a Brit Birodalmi Kupa részeként a Man-szigeten megtartott versenyen történt ütközést követően, melyet a kardántengely hibája okozott mialatt Walker vezette az autót nagy sebességgel.

### G-Type
A kétliteres G-Type versenyzett az 1952-es világbajnokságon, az első évadban amikor a Formula 2 szabályok voltak érvényben. Az alaptervet Robert Eberan-Eberhorst alkotta meg, a világ vezető versenyautótervezőinek egyike, aki Ferdinand Porsche helyét vette át az Auto Unionnál, és ő tervezte az Auto Union Type D versenyautót. Támogatottja és követője, David Hodkin fejezte be a G-Type tervezését. A keretet két párhuzamos magnéziumcső alkotta négy keresztcsővel. A felfüggesztés dupla keresztlengőkaros volt tekercsrugókkal elöl és de Dion-csővel hátul. Az autót egy Bristol motor hajtotta, melyet Hodkin némileg módosított.
Stirling Moss vezette az autót, de a motor megbízhatatlan volt és az eredmények csalódást keltőek lettek. Moss azt mondta: "Ez a projekt mindenek felett nagyon sok fontoskodás volt nagyon kevés előrelépés mellett. Addigra igencsak kiábrándultam abból, ahogy az Okos Professzor megközelítette a versenyautó-tervezést. Megtanultam, hogy a legbrilliánsabb projekt is kudarcra van ítélve, ha a csapat nem rendelkezik megfelelő számú emberrel, pénzzel, és nem elég szervezett, hogy a nyilvánvaló hibákat ki tudja javítani.
Johnson eladta a projektet a Bristolnak - ők az autót egy Le Mans-i versenyautó alapjaként alkalmazták, amely több szériagyőzelmet is eredményezett az 1950-es évek közepén - és a továbbiakban a mérnöki kutatás-fejlesztésre fókuszáltak. Johnson eladta cégét a Zenith Carburettor Ltd-nek, melyet később a Solex, egy másik karburátorgyártó cég vásárolt fel.

### A Jowett Jupiter váz tervezése
1949-ben von Eberhorst az ERA-nál dolgozva tervezte meg a Jowett Jupiter űrszerkezet vázát.

### Örökség
Habár új néven (Engineering Research and Application Ltd), és elsődlegesen továbbra is K&F területen működik, az ERA a későbbiekben is rajthoz állt néhány versenyen. Az 1980-as években a nevüket adták az ERA Mini Turbo versenyautóhoz, a Mini turbófeltöltős változatához.

## Napjainkban

### ERA versenyautók különböző rendezvényeken
A háború előtti ERA versenyautók többsége a mai napig létezik, és folyamatos, igazolható tulajdonosokkal rendelkezik. A mai napig rajthoz állnak különböző történelmi eseményeken, annak ellenére, hogy a legújabb is majdnem hetven éves. Az autók részben összeköthetők a Shelshey Walsh hillclimb versennyel, nagy részben Maysnak köszönhetően, aki megnyerte az első két Brit Hill Climb Bajnokságot 1947-ben és 1948-ban; az ERA pedig évekig tartotta a háború előtti autók kategóriarekordját.

### Mays-kiállítás
Ez egy folyamatos kiállítás Raymond Mays hozzájárulásáról a versenyzéshez (magában foglalva az ERA-val töltött időszakát) a Bourne Civic Society örökségi központjában Bourne-ban. A kiállítás hétvégén és banki szünnapi délutánokon is nyitva van.

## Teljes Formula 1-es eredménysor
| Év   | Alváz                 | Motor              | Gumi   | Versenyző          | 1    | 2   | 3   | 4   | 5   | 6   | 7   | 8   |
| 1950 |                       |                    |        |                    | GBR  | MON | 500 | SUI | BEL | FRA | ITA |     |
| ---- | --------------------- | ------------------ | ------ | ------------------ | ---- | --- | --- | --- | --- | --- | --- | --- |
| 1950 | ERA E-Type            | ERA 1,5 L6s        | Dunlop | Leslie Johnson     | Ret  |     |     |     |     |     |     |     |
| 1950 | ERA E-Type            | ERA 1,5 L6s        | Dunlop | Peter Walker       | Ret* |     |     |     |     |     |     |     |
| 1950 | ERA E-Type            | ERA 1,5 L6s        | Dunlop | Tony Rolt          | Ret* |     |     |     |     |     |     |     |
| 1950 | ERA B-Type ERA C-Type | ERA 1,5 L6s        | Dunlop | Cuth Harrison      | 7    | Ret |     |     |     |     | Ret |     |
| 1950 | ERA C-Type ERA A-Type | ERA 1,5 L6s        | Dunlop | Bob Gerard         | 6    | 6   |     |     |     |     |     |     |
| 1951 |                       |                    |        |                    | SUI  | 500 | BEL | FRA | GBR | GER | ITA | ESP |
| 1951 | ERA B-Type            | ERA 1,5 L6s        | Dunlop | Bob Gerard         |      |     |     |     | 11  |     |     |     |
| 1951 | ERA B-Type            | ERA 1,5 L6s        | Dunlop | Brian Shawe-Taylor |      |     |     |     | 8   |     |     |     |
| 1952 |                       |                    |        |                    | SUI  | 500 | BEL | FRA | GBR | GER | NED | ITA |
| 1952 | ERA G-Type            | Bristol BS1 2,0 L6 | Dunlop | Stirling Moss      |      |     | Ret |     | Ret |     | Ret |     |

*megosztott vezetéssel

## Bibliográfia
- ERA Gold Portfolio, 1934-1994, Brooklands Books - történelmi és kortárs cikkek válogatása az ERA-ról, és tartalmazza John Lloyd: The Story of ERA című művének teljes szövegét
- ERA: Az angol versenyautók története, David Weguelin, White Mouse Press: drága és szűkös, de igen részletes és szépen illusztrált könyv, amely lefedi a történelmi és kortárs versenyautók karrierjét

## Fordítás
Ez a szócikk részben vagy egészben  az   English Racing Automobiles című angol Wikipédia-szócikk ezen változatának fordításán alapul.  Az eredeti cikk szerkesztőit annak laptörténete sorolja fel. Ez a jelzés csupán a megfogalmazás eredetét és a szerzői jogokat jelzi, nem szolgál a cikkben szereplő információk forrásmegjelöléseként.

## Külső hivatkozások
- Hivatalos oldal
- Az English Racing Automobiles (ERA) története
- Az ERA-sztori
- A háború utáni ERA-Bristol G (R1G)